# Рапопорт, Григорий Яковлевич
Григо́рий Я́ковлевич Рапопо́рт (1890, м. Глуск, Минская губ. —1938) — советский деятель государственной безопасности, комиссар государственной безопасности 3 ранга (1935), председатель ГПУ БССР (1931), начальник управления НКВД по Сталинградскому краю (1934—1936).

## Биография
Родился в 1890 году в м. Глуск Минской губернии. Еврей. Из семьи торговца бакалеи Янкеля Эльевича Рапопорта.
С 1918 года член ВКП (б). В ВЧК с 1918 года.
С 1920 по 1928 годы работал в Московской и Петроградской ВЧК-ОГПУ в транспортных и экономических управлениях. С 1928 года полномочный представитель ОГПУ в Крыму.
С 1929 года полномочный представитель ОГПУ в Белорусском военном округе — председатель ГПУ Белорусской ССР. С 1930 года Народный комиссар внутренних дел Белорусской ССР. Один из организаторов сфабрикованного ГПУ дела «Союза освобождения Беларуси».
С 20 марта 1931 года по 25 июля 1933 года полномочный представитель ОГПУ по Уралу. С 1934 года полномочный представитель ОГПУ — начальник управления НКВД СССР по Сталинградскому краю.
С 1936 года работал в Наркомате пищевой промышленности СССР. Арестован 16 июля 1937 года по обвинению «в шпионской деятельности и принадлежности к антисоветской вредительско-диверсионной террористической организации правых».
8 февраля 1938 года Военной коллегией Верховного суда СССР по ст.ст. 58-1"а", 58-6, 58-8, 58-11 УК РСФСР осужден к высшей мере наказания — расстрелу.
Расстрелян 10 февраля 1938 года. 22 сентября 1956 года определением ВК ВС СССР реабилитирован.